# Шах-Мухаммед султан
Шах-Мухаммед султан — сын казахского правителя Шигай-хана и Дадым-бегим Ханым.

## Биография
Шахим султан родился в 1569 году в семье казахского хана Шигая и Дадым-бегим Ханым. В истории сохранилось мало сведений о Шах-Мухаммед султане. Сохранился текст документа, датирующийся не позднее 1594 года в нём говорится что во время беседы с послом Казахского ханства Кул-Мухаммедом Ураз-Мухаммед задал ему ряд вопросов о цели приезда посла, о положении Казахского ханства. И посол говорил: «Ныне дядя твой Тауекель хан учинился в Казахском ханстве, а брата своего Шах-Мухаммед султана посадил на калмыках, и живут все поблиску и все в соединенье, а з бухарским царём тепере в миру на время, а с ногаи со шти браты в миру, и с Тенехматовыми детьми да Урусовыми — ни так ни сяк»